# フランク・ダーニー
フランク・ウィリアム・ダーニー （Frank William Dernie,1950年4月3日 - ）は、イギリス出身のF1エンジニア。
また「空力のスペシャリスト」とも言われていた。

## 経歴
- ランカシャーで育った。

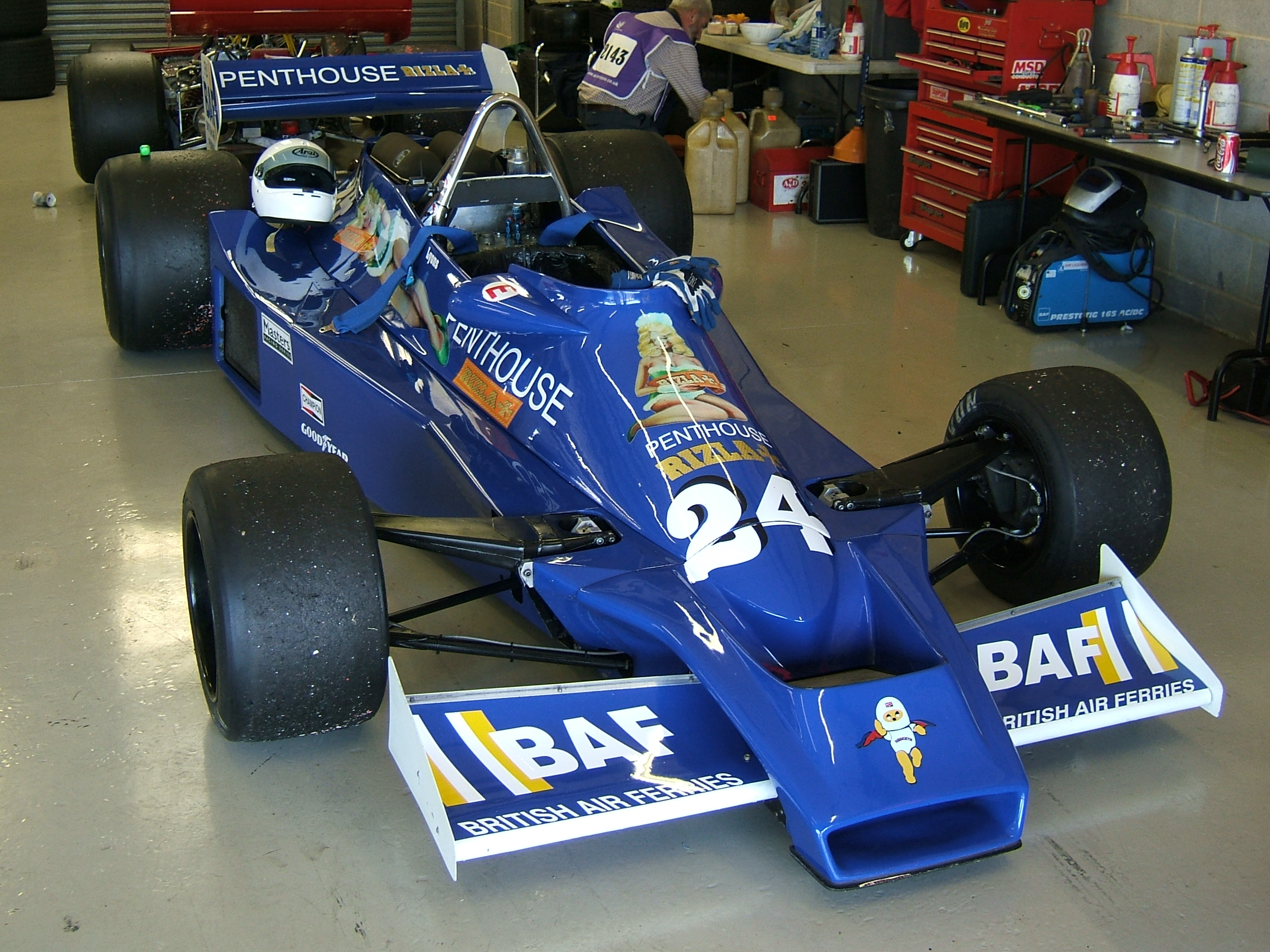
ヘスケス・308E

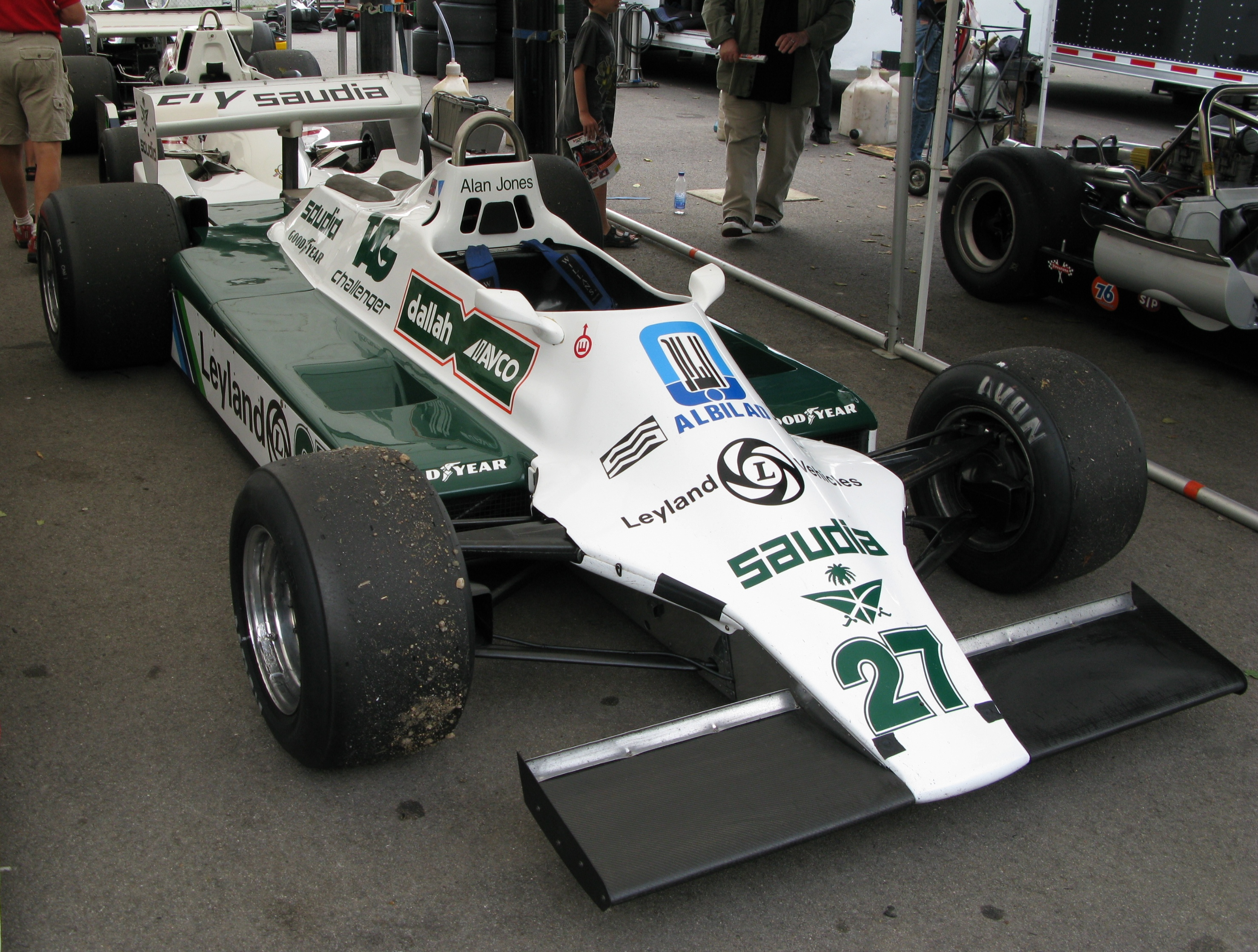
ウィリアムズ・FW07

- インペリアル カレッジ オブ ロンドン (ICL)の工学部機械工学科(Mechanical Engineering)に入学[2]。
- デビッド・ブラウン・インダストリーズでギアのデザインに短期間携わる。
- ガラード社でレコードプレーヤーのデザインをする。
- 1976年末 - ヘスケスF1チームに加入し、チーム閉鎖まで2シーズンにわたって308Eの設計に取り組む。

### ウィリアムズ
- 1979年 - 新設されたウィリアムズ・グランプリ・エンジニアリングに移籍、パトリック・ヘッドの下で空力設計を担当。 パトリック・ヘッドの最初の空力アシスタントとなり、ロンドンのインペリアル・カレッジ風洞で働きながら、アシスタントデザイナーのニール・オートレイがFW07を製造するのを手伝った。  この車はウィリアムズを優勝チームにし、ダーニーは1980年代半ばまでウィリアムズの空力活動を指揮し続けた。  3つの世界選手権での優勝に貢献し、チーム独自の風洞施設を確立する上で重要な役割を果たした。インペリアル・カレッジ風洞使用者のダーニーは、パトリック・ヘッドに、オックスフォードシャー州ディドコットにあるウィリアムズの工場で独自の専用風洞を持つべきだと提案した。パトリック・ヘッドは同意し、古い風洞機材を持っている会社に順番に電話をかけ、フランク・ウィリアムズは価格交渉をした。ダーニーは、ロス・ブラウンの助けを借りてトンネル用の電子システムを配線し、ウィリアムズは、空力開発を加速させる独自の専用風洞を持つ最初のF1チームになった。ダーニーは、コンピューターを使用して設計を支援した史上初のF1エンジニアだったが、当時そのようなソフトウェアは存在しなかった。最初は、そのために独自のマシンコードを作成する必要があった。  その後ダーニーは、F1マシンにデータロガーを実装した最初のF1エンジニアでもある。彼はウィリアムズのアクティブサスペンションシステムを設計した。
- 1989年 - ロータスに移籍、ジェラール・ドゥカルージュの後任としてチーム・ロータスのテクニカルディレクターに就任し、ロータス・101、ロータス・102の設計を担当した。チームは衰退し、1990年末にチームは借金を負い、ダーニーは去った。

### TWR
- 1991年 - かつてウィリアムズで彼を助けたロス・ブラウンと一緒に働く仕事を、エンストンのTWRベネトンに見つけ、テクニカルディレクターとして、マニクールのリジェに移籍、英国からレイナード風洞モデルを使用して設計されたJS37などを担当した。
- 1993年 - チームがシリル・ド・ルーブル（英語版、フランス語版）に売却されたことを受け、リジェを離れ、TWRベネトンでミハエル・シューマッハのエンジニアを務めた。
- 1994年 - リジェチームがフラビオ・ブリアトーレに買収された後、再びリジェに復帰、リジェ・JS41などを英国で設計した。
- 1996年4月 - リジェチームはブリアトーレからトム・ウォーキンショーに引き継がれ、ウォーキンショーがリジェから手を引き、アロウズを買収した段階でテクニカルディレクターとして移籍、アロウズ・A18を設計監修。A18のデザインチームを率いたのは、チーフデザイナーである38歳の英国人エンジニア、ポール・ボーエンだった。ダーニーはローラからの新着のICL卒のサイモン・ジェニングスと共にミルトンキーンズのアロウズ風洞(40%)での作業に集中し、ヤマハエンジンにかかるストレスを低減するようなモノコック構造を追求した[3]。
- 1997年 - ウォーキンショーがジョン・バーナードをテクニカルディレクターに任命、B3テクノロジーズTWRプロジェクトが正式に起動し、シーズン途中にアロウズを離脱した。

### ローラ
- 1997年 - テクニカルディレクターとしてローラ・カーズに移り、悲惨なF1プログラム後の会社を再建[4]
- 2002年 - ローラを離脱
- 2003年 - コンサルタントエンジニアとしてウィリアムズに再入社
- 2007年 - シニアアドバイザーとしてトヨタF1チームに加入した。

## エピソード
- ロータス加入の際、ジェラール・ドゥカルージュの設計した100Tを見てダーニーは、「ちょっと柔軟すぎるシャーシですね」と言った。メカニック達は大笑いしたが、当のドゥカルージュは怒り心頭だったという[5]。
- 「空力のスペシャリスト」の異名を取るが、その才能を高く評価したのは、パトリック・ヘッドだったという。事実、ヘッドが「空力において、彼ほどずば抜けた者は居ない」と言わしめるほどだったという。
- F1界屈指の模型好きで、リジェ在籍当時に木谷真人（現エムエムピー社長、当時タミヤ）に「ウチの車を模型化するなら、アンタには全部見せてあげる」というほどだった。